# Chiesa di Sant'Eustachio (Campo di Giove)
La chiesa di Sant'Eustachio è il principale edificio religioso del comune di Campo di Giove, in provincia dell'Aquila e in diocesi di Sulmona-Valva, compresa nel vicariato di Introdacqua.

## Storia
Si tratta della prima chiesa del paese, nonché di quella principale (madre) e parrocchiale, poiché vi è custodita la statua di sant'Eustachio, patrono di Campo di Giove. Costruita sopra i resti del tempio romano di Giove (o, meno probabilmente, di Maia), eretto nel 300 a.C., fu convertita da luogo di culto pagano a chiesa cattolica nel XII secolo, ma l'edificazione vera e propria della chiesa risale al 1572, avvenuta a seguito del sisma del Vallo di Diano, verificatosi nel 1561; l'edificio fu soggetto inoltre a ristrutturazione e consolidamento a seguito del terremoto del 1706, sul finire del XIX secolo e tra il 1990 e il 1992.

## Descrizione

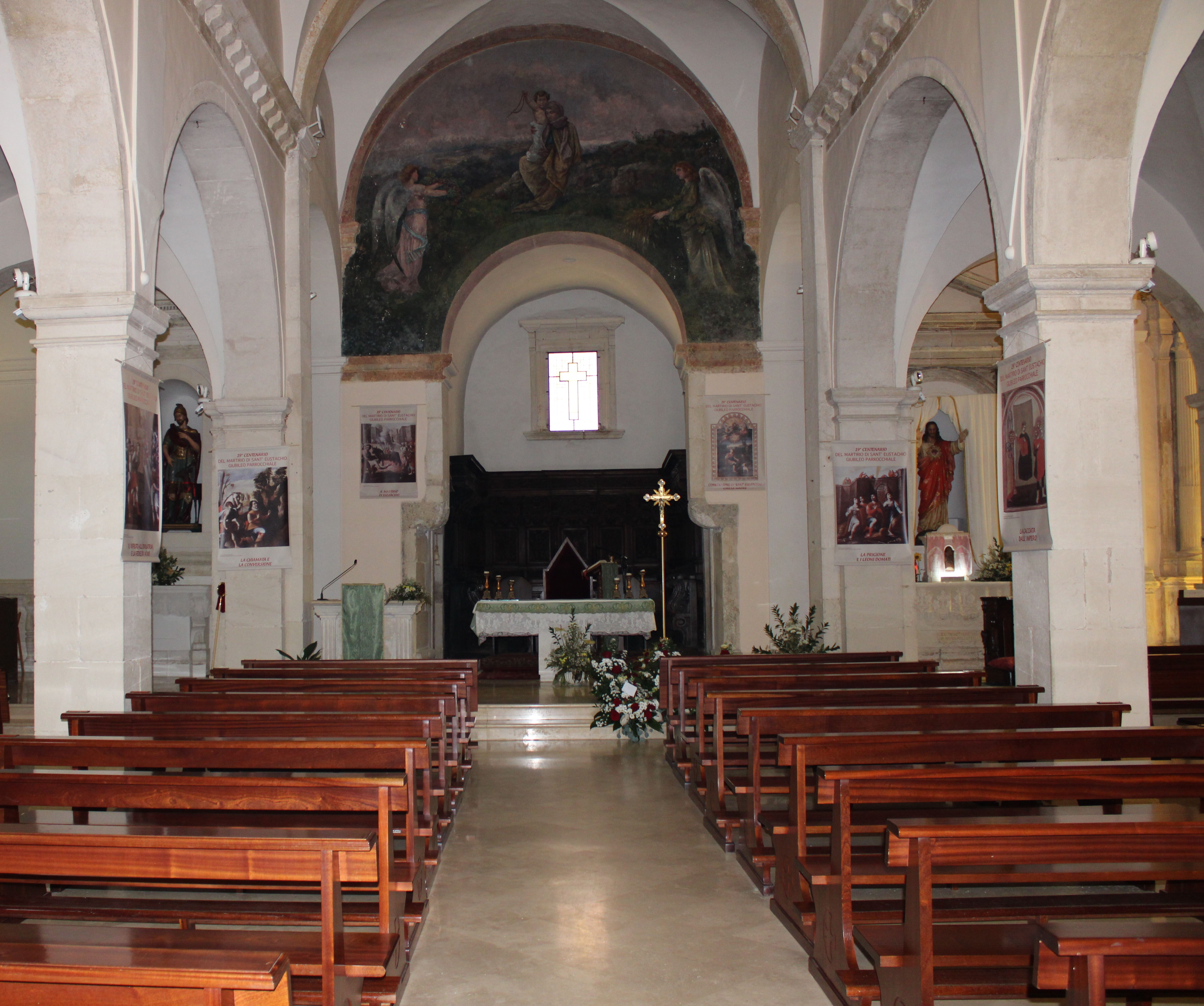
Interno della chiesa

La facciata, in stile lombardo e in pietra della Maiella, presenta al centro un portale sormontato da un timpano spezzato, decorazione che si ripete nella finestra soprastante, con ai lati altri due accessi minori; decentrato ed antistante rispetto alla facciata, spicca il campanile a pianta quadrata con marcapiani a cornice convessa, fenditura, orologio civico e cuspide piramidale realizzata con le pietre dell'antico tempio. Nella sommità della torre campanaria sono alloggiate tre campane, chiamate, in base alle diverse dimensioni, campanone, mezzana e romanella, e realizzate sotto forma di lega bronzea di metalli differenti; una tra quelle di minor diametro è stata rifusa nel 1792 dai fonditori di Agnone, mentre il campanone è stato rifuso in loco dai fratelli fonditori agnonesi Camarchioli nel 1805; l'orologio civico a numeri romani è stato invece fabbricato e installato nel 1787 dai mastri orologiai di Sulmona, prendendo probabilmente il posto di una meridiana, ed è dotato per il suo funzionamento di un meccanismo a pendolo. Il tetto è a due falde discontinue, rialzato verso la fine del XIX secolo a seguito di lavori di modifica della volta interna e rinforzato tra il 1990 e il 1992 dal Provveditorato regionale alle opere pubbliche.
La chiesa all'interno è a tre navate, con pianta a croce latina, pilastri in pietra ed archi a tutto sesto e contiene diverse opere pittoriche e scultoree. Adornano la navata centrale gli affreschi del 1906 di Vincenzo Alicandri denominati Offerta eucaristica e la Maiella, Il cervo col crocifisso e la Maiella e Il calice con l'ostia consacrata, mentre nella parete destra del transetto è posta la Madonna del Rosario del 1578, di ignoto autore. Dietro l'altare maggiore è presente un coro ligneo fatto di tredici sedili con sculture, realizzato nella prima metà del XVII secolo e storicamente accostato ad uno degli artisti tra Antonio Pecorari, Paolo Balcone e Palmerio Grasso, attribuibile, però, secondo analisi più accurate, a quest'ultimo. Ad ulteriore conferma di ciò, lo stesso Palmerio Grasso risulterebbe inoltre aver eseguito, sempre intagliando il legno, l'altare maggiore preesistente, andato bruciato con il passare del tempo. Nel 1902 è andato perso un importante reliquiario comprendente delle nicchie di legno con sedici tavole quattrocentesche con la storia del santo patrono, realizzate dall'artista Nicolò di Pietransieri, detto il "Maestro di Campo di Giove".
Antistante la chiesa vi è un giardino, di ridotte dimensioni, con un parco giochi per bambini e una stele, eretta nel 2022 e dedicata al compianto Giovanni Di Placido, parroco del paese dal 1945 al 2011. Il prospetto del sagrato della chiesa ha subito profonde mutazioni nel corso del tempo: fino al 1959 erano presenti esternamente delle mura di cinta che racchiudevano un campo santo adiacente alla chiesa, rimosso nel 1883, quando è stato costruito il cimitero in uso sito nelle vicinanze; innanzi ad esse vi erano un monumento trecentesco in pietra, rimosso nel 1930, ed un parco della rimembranza, allestito dal 1921 al 1943 e ripristinato nel 2023, in memoria dei campogiovesi caduti nella prima guerra mondiale.